# مومتشيلو تابافيكا
مومتشيلو تابافيكا (بالمجرية: Tapavicza Momcsilló)‏ مواليد 14 أكتوبر 1872 في مملكة المجر، الامبراطورية النمساوية المجرية - الوفاة 10 يناير 1949 في بولا، جمهورية كرواتيا الاشتراكية، جمهورية يوغوسلافيا الاشتراكية الاتحادية، كان لاعب كرة مضرب مجري. سبق أن شارك في دورة الألعاب الأولمبية الصيفية سنة 1896 وأحرز الميدالية البرونزية.

## الميداليات
| الميدالية | المسابقة                       |
| --------- | ------------------------------ |
| برونزية   | الألعاب الأولمبية الصيفية 1896 |

## طالع
- قائمة المعماريين الصرب

## روابط خارجية
- مومتشيلو تابافيكا على موقع الاتحاد الدولي لكرة المضرب (الإنجليزية)
- مومتشيلو تابافيكا على موقع أوليمبيديا (الإنجليزية)
- مومتشيلو تابافيكا على موقع اللجنة الأولمبية المجرية (الهنغارية)